# Мазаев, Григорий Васильевич
Григо́рий Васи́льевич Мазаев (род. 31 июля 1950, Свердловск) — советский и российский архитектор. Кандидат архитектуры, профессор УрГАХУ, главный градостроитель института «УралНИИпроект». Главный архитектор Свердловской области (1982—2010), первый заместитель министра строительства и архитектуры Свердловской области (1993—2010). Академик Российской академии архитектуры и строительных наук, заслуженный архитектор РФ, почётный строитель РФ, лауреат премии Совета министров СССР и премии им. В. Н. Татищева и де Г. В. Геннина, член Союза архитекторов России.
Внёс существенный вклад в развитие градостроительства и архитектуры Урала и Екатеринбурга.

## Биография
Родился 31 июля 1950 года в Свердловске.
В 1973 году окончил Свердловский архитектурный институт по специальности «Архитектура», в 1990 году — аспирантуру московского ЦНИИП градостроительства. С 1976 года работал в должности старшего преподавателя кафедры архитектуры жилых и общественных зданий Свердловского архитектурного института. В 1976 году был назначен главным художником исполкома Свердловского горсовета. С 1979 года работал там же в должности заместителя главного архитектора по вопросам генерального плана. В 1982 году был назначен заведующим отдела по делам строительства и архитектуры Свердловского облисполкома. В этот же период по совместительству продолжал преподавать в Свердловском архитектурном институте в должности старшего преподавателя, доцента (с 1996 года) и профессора (с 1999 года), читал курсы «Основы юридических знаний для архитекторов» и «Методика прогнозирования развития градостроительных систем». Был делегатом VIII съезда Союза архитекторов СССР и II, III и IV съездов Союза архитекторов России.
В 1986—1990 годах избирался депутатом Свердловского областного Совета народных депутатов. В 1982—2010 годах занимал должность главного архитектора Свердловской области. В 2001 году был назначен на должность первого заместителя министра Министерства строительства и архитектуры Свердловской области.
С 2010 года работает в должности главного градостроителя института «УралНИИпроект».

## Основные работы
Является автором 65 проектов, в том числе 30 реализованных генеральных планов. Среди наиболее значимых выделяют:
- Планировка и застройка посёлков Балтым и Патруши (руководитель авторского коллектива) — премия Совета Министров СССР (1985)
- Генеральные планы Нижнего Тагила, Серова, Краснотурьинска, Асбеста, Кировграда, Первоуральска, Дегтярска, Ирбита, Камышлова, Каменска-Уральского
- Проекты планировок в городах Серов, Краснотурьинск, Сухой Лог, Богданович
- Схема территориального планирования Свердловской области и прогноз развития на XXI век
- Схема территориального планирования Курганской области
- Проект планировки кампуса УрФУ
- Проект планировки 9-го и 10-го кварталов Академического района Екатеринбурга с размещением медицинского кластера
- Храм на Крови
- Дворец игровых видов спорта в Екатеринбурге
- Пассажирский терминал аэропорта Кольцово
- Реконструкция Дома Севастьянова в Екатеринбурге
- Жилые дома на ул. Антона Валека в Екатеринбурге
- Дом «Адмирал» на ул. Белинского в Екатеринбурге
- Технический университет УГМК

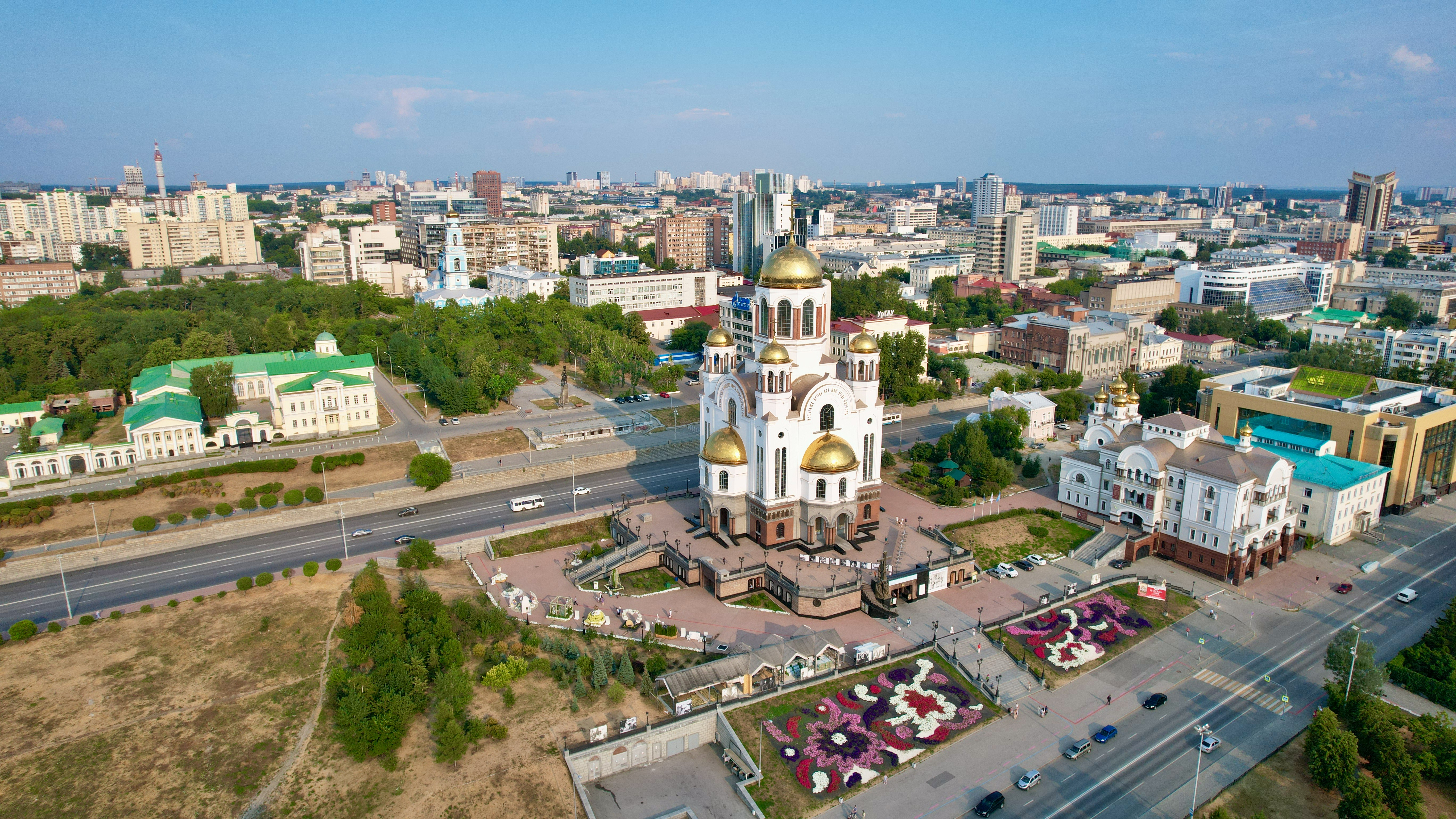
Храм на Крови
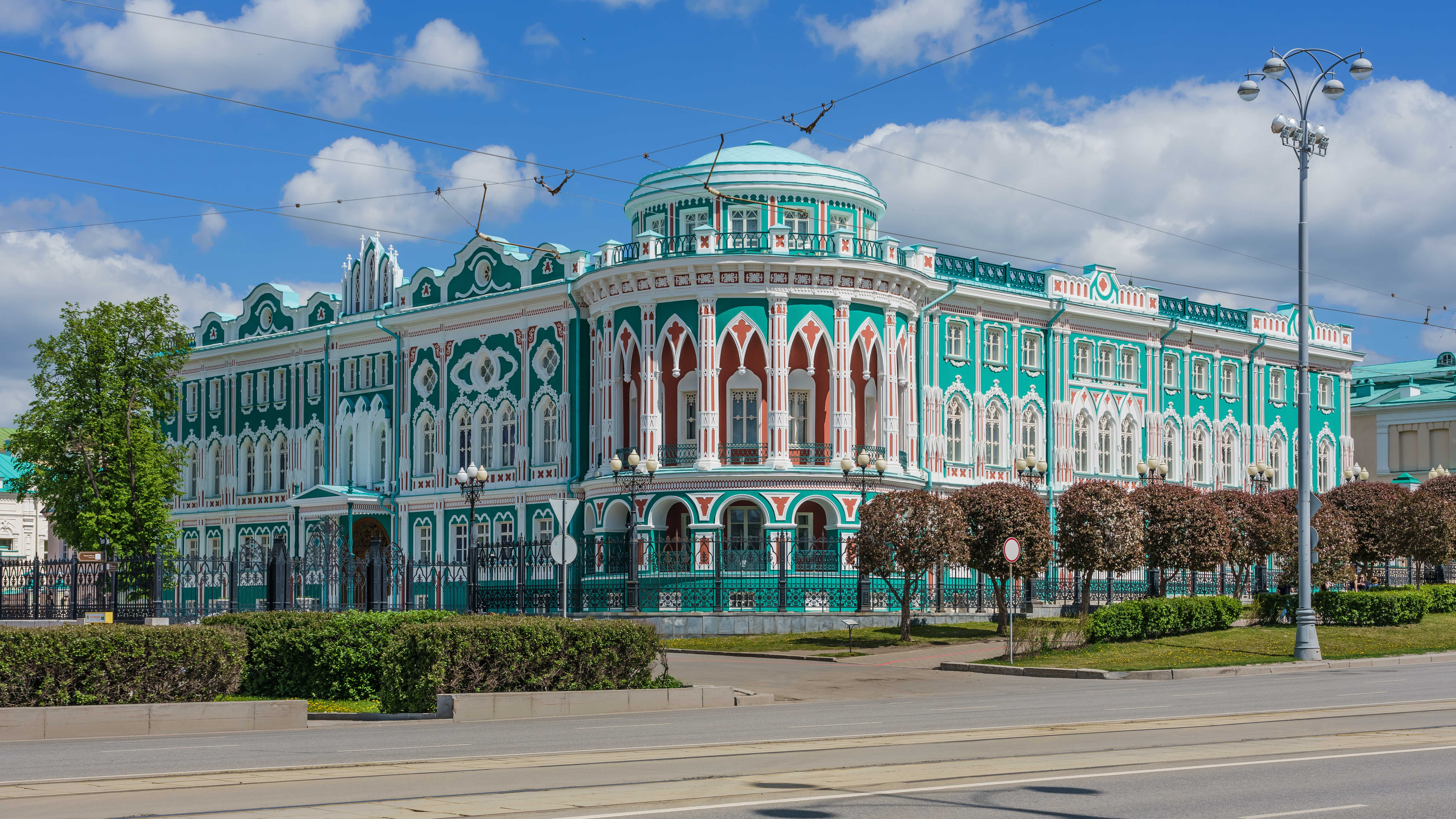
Дом Севастьянова
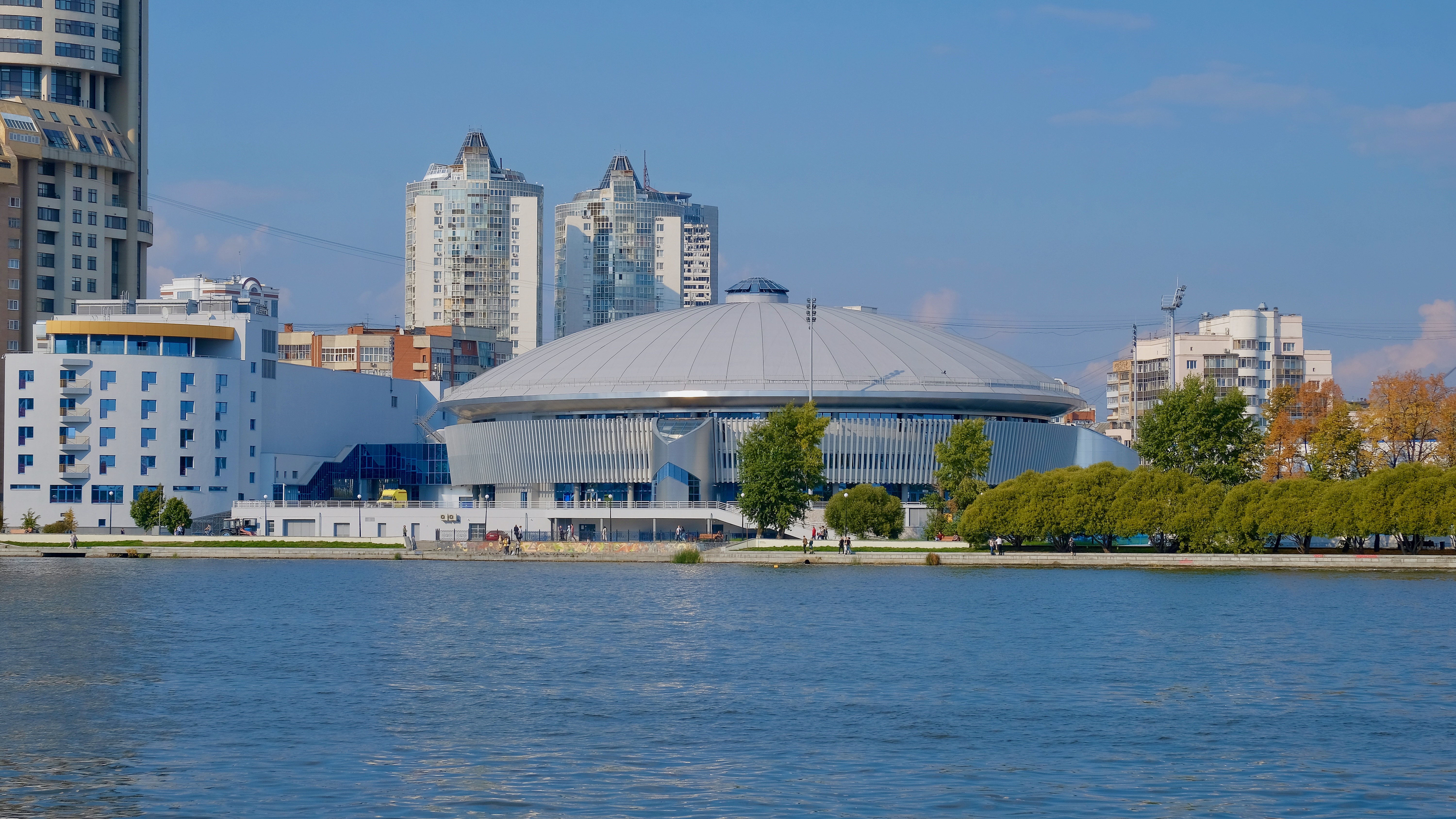
Дворец игровых видов спорта
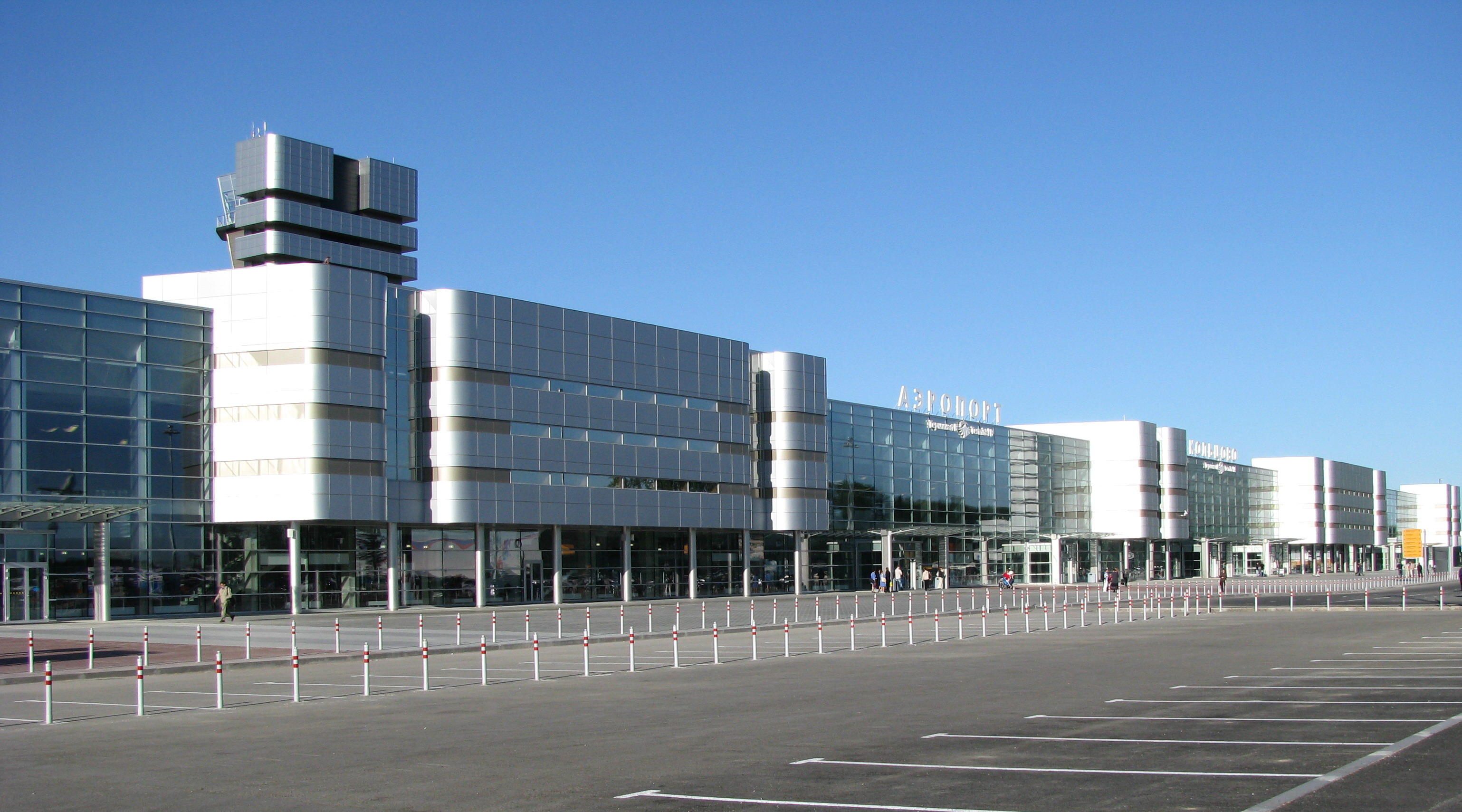
Терминалы аэропорта Кольцово
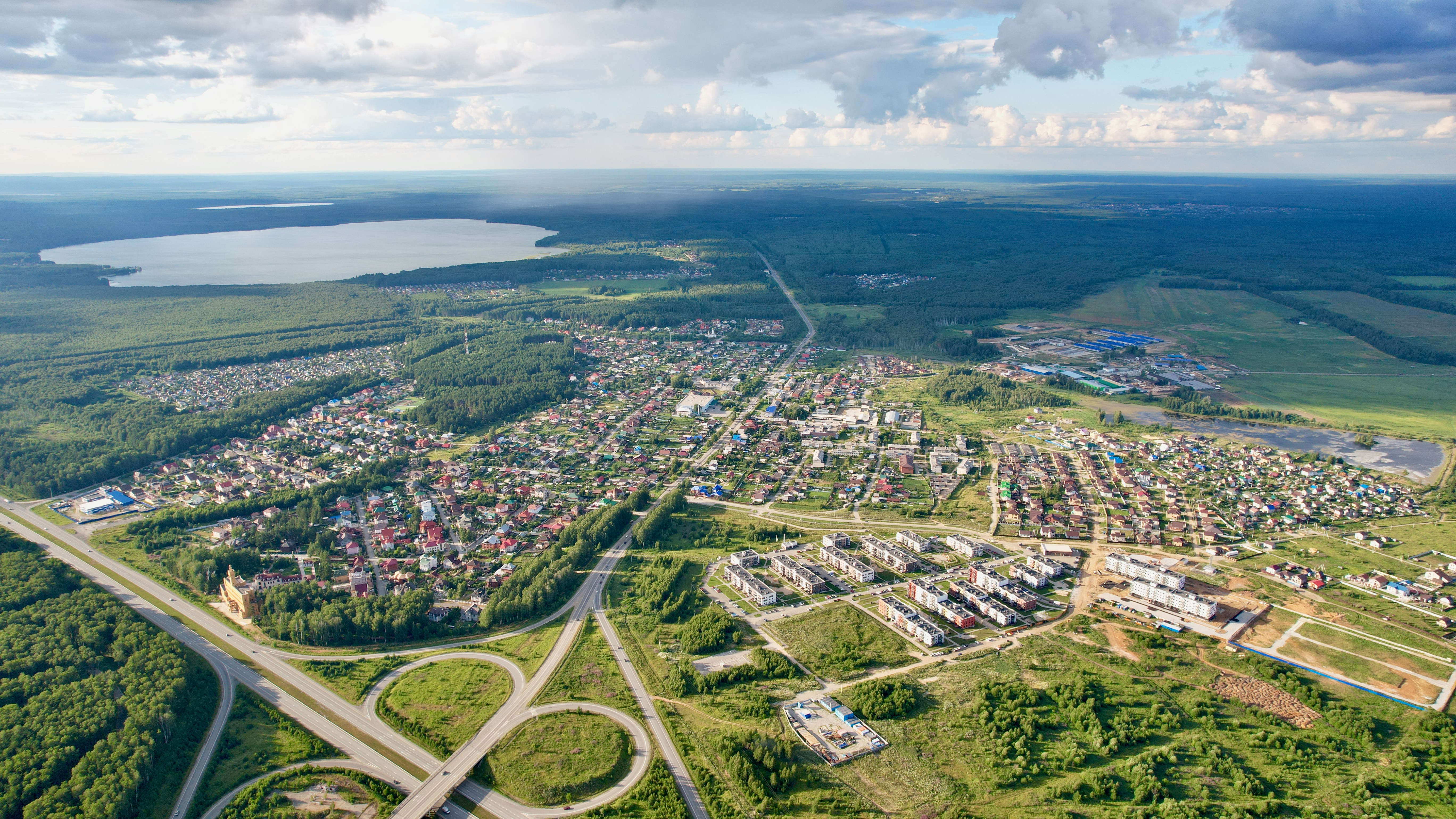
Вид на Балтым с высоты
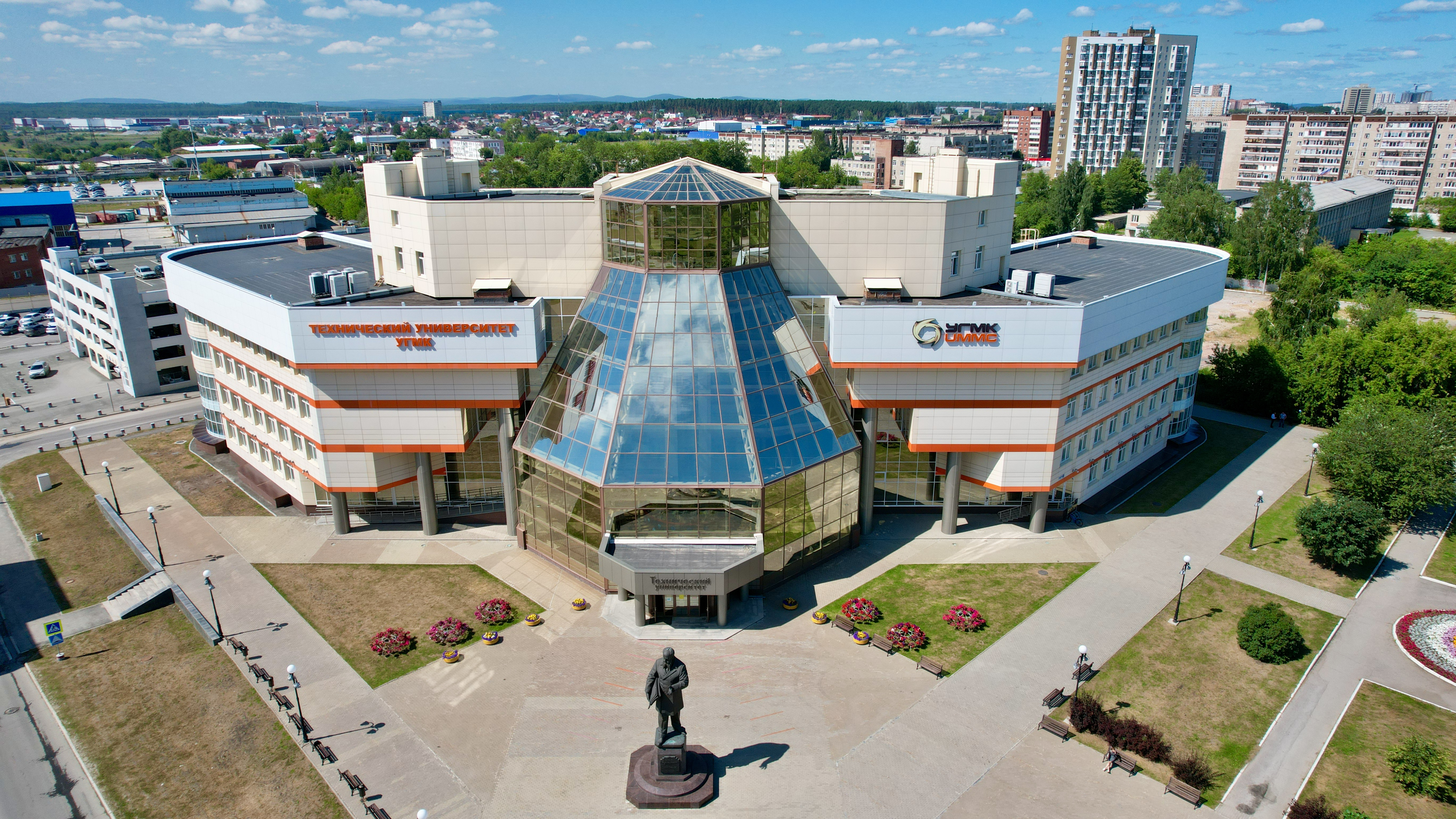
Технический университет УГМК

## Награды, звания и членство в организациях
- Премия Совета Министров СССР (1985)
- Заслуженный архитектор Российской Федерации (1995)
- Почётный строитель Российской Федерации (1998)
- Член Союза архитекторов России (1981)
- Член правления Свердловской организации Союза архитекторов России
- Председатель Уральского отделения Российской академии архитектуры и строительных наук (2005)
- Премия имени В. Н. Татищева и Г. В. де Геннина (2009)
- Звезда Уральского государственного архитектурно-художественного университета (2012)
- Академик Российской академии архитектуры и строительных наук (2013)
- Член градостроительных советов при губернаторе Свердловской области и Екатеринбурга
- Член учёного и попечительского советов Уральского государственного архитектурно-художественного университета
- Член-корреспондент Академии проблем безопасности, обороны и правопорядка (2005)
- Эксперт Правительства РФ по вопросам градостроительства (2001).